# استبان (بازیکن فوتبال)
استبان آندرس سوارز که به اختصار به نام استبان شناخته می‌شود (انگلیسی: Esteban؛ زادهٔ ۲۷ ژوئن ۱۹۷۵) بازیکن فوتبال بازنشسته اهل اسپانیا است.
از باشگاه‌هایی که در آن بازی کرده‌است می‌توان به اتلتیکو مادرید، رئال اویدو، آلمریا، سلتاویگو، و سویا اشاره کرد.
وی همچنین در تیم‌های ملی فوتبال زیر ۲۱سال اسپانیا و تیم فوتبال خودمختار آستوریاس بازی کرده‌است.